# آیلار سیف اله زاده
آیلار سیف اله زاده (زادهٔ ۱۲ مرداد ۱۳۸۲ در نقده – سولدوز / محمدیار) هنرمند، طراح و فعال فرهنگی ایرانی است که به‌واسطه آثار سیاه‌قلم و طراحی چهره واقع‌گرایانه شناخته می‌شود.او در ارومیه بزرگ شده‌است. او همچنین در زمینه رسانه‌های دانشجویی فعالیت دارد و سردبیر نشریهٔ دانشجویی «جریان» در دانشگاه پیام نور ارومیه است.

آیلار سیف‌اله‌زاده

## زندگی شخصی
پدر او کمال سیف‌اله‌زاده و مادرش هاجر شرافتمندیاری هستند. او یک برادر به نام امیرمهدی دارد

## افتخارات
- مقام اول کشوری در عنوان «سفیر حرکت» بین دانشگاه‌های پیام‌نور ایران

## تحصیلات
«وی دانشجوی رشتهٔ حقوق در دانشگاه پیام‌نور ارومیه و سردبیر نشریات دانشجویی کانون این دانشگاه است.»

## فعالیت حرفه‌ای
او با تمرکز بر آموزش طراحی و تکنیک‌های سیاه‌قلم، کارگاه‌هایی برگزار کرده و آثارش در رسانه‌ها بازتاب داشته‌اند. طراحی پرتره خانم امامی (گوینده صدا و سیما) که مورد توجه گسترده‌ای در فضای مجازی قرار گرفت، از جمله آثار وی است.

## فعالیت فرهنگی
آیلار سیف اله زاده به‌عنوان سردبیر کانون نشریات دانشجویی دانشگاه پیام نور ارومیه نیز فعالیت می‌کند. نخستین شمارهٔ نشریهٔ دانشجویی «جریان» به سردبیری او در تیرماه ۱۴۰۳ منتشر شد.

## سبک هنری
او در سبک واقع‌گرایانه و تکنیک سیاه‌قلم فعالیت می‌کند. بهره‌گیری از سایه‌روشن و کنترل دقیق مداد و زغال از ویژگی‌های بارز آثار اوست.

## نمایشگاه‌ها
آیلار سیف‌اله‌زاده در چندین نمایشگاه هنری و دانشجویی شرکت داشته‌است، از جمله:
- نمایشگاه هنرهای تجسمی سیاه و سفید
- نمایشگاه «آرتیست»
- نمایشگاه «آوای رنگ»
- نمایشگاه دستاوردهای دانشجویی در همدان